# Ober (film)
Ober is een Nederlandse zwarte-komediefilm uit 2006, geregisseerd en geschreven door Alex van Warmerdam. Het vertelt het verhaal van een ober die in zijn leven door allerlei zaken wordt getergd. De film won twee Gouden Kalveren op het Nederlands Film Festival, voor beste scenario en beste production design.

## Verhaal
Edgar (Alex van Warmerdam) is een vijftigjarige ober in Het Westen, een troosteloos en matig lopend restaurant. Hij werkt daar plichtgetrouw en vreugdeloos. Hij wordt regelmatig getreiterd door zijn klanten. Thuis heeft hij een zieke vrouw en zijn buren zijn onaangepast. Verder heeft hij een affaire met de claimende vrouw Victoria (Ariane Schluter), waarbij de liefde niet van zijn kant komt.
Omdat zijn leven zo miserabel is, gaat Edgar verhaal halen bij Herman (Mark Rietman). Herman is de schrijver van het script van Edgars leven. Edgar dringt er bij Herman op aan om zijn leven een positieve wending te geven, een leven waarin hij geen zieke vrouw heeft, maar in plaats daarvan een leuke vriendin. Schrijver Herman gaat overstag, en introduceert de aantrekkelijke Stella (Lyne Renée) in het leven van Edgar. Herman compenseert de introductie van Stella echter met een hoop extra ellende, zoals de introductie van twee misdadige buren die Edgar bedreigen, een overijverige huurmoordenaar, en een andere man die er na korte tijd met Stella vandoor gaat.
Herman is trouwens niet de enige die aan het script schrijft. Suzie (Thekla Reuten), de vriendin van Herman, bemoeit zich graag met het verloop van het verhaal. Ze voegt er soms zelfs stiekem stukjes aan toe op de computer van haar vriend. Herman wordt steeds radelozer met het schrijven van het script, en van de personages uit zijn verhaal die steeds voor zijn deur staan met verzoekjes om het verhaal te veranderen. Uit pure wanhoop laat hij Edgar overrijden door een vrachtwagen. En als dan plotseling Stella in zijn kamer staat, die wil weten waar Edgar is gebleven, typt Herman het - voor hem - verlossende woord EINDE op de laatste regel.